# Acteal Alto
Acteal Alto är en ort i Mexiko.   Den ligger i kommunen Chenalhó och delstaten Chiapas, i den sydöstra delen av landet, 800 km öster om huvudstaden Mexico City. Acteal Alto ligger 1 547 meter över havet och antalet invånare är 320.
Terrängen runt Acteal Alto är kuperad västerut, men österut är den bergig. Runt Acteal Alto är det ganska tätbefolkat, med 111 invånare per kvadratkilometer. Närmaste större samhälle är Pantelhó, 5,6 km öster om Acteal Alto. I omgivningarna runt Acteal Alto växer i huvudsak städsegrön lövskog.